# Abteilungen des Marineamtes
Das Abteilungen des Marineamtes waren Einrichtungen des Marineamtes der Deutschen Marine, die ab 1973 bestanden.
Nach der Auflösung der Inspektionen des Marineamtes Ende September 1973 wurden vier Abteilungen; z. T. mit Unterabteilungen, im Marineamt eingerichtet.

## Abteilung I

### Abteilungsgeschichte
Die Abteilung I Ausbildung wurde im Oktober 1973 aus der Inspektion für Offizier- und Unteroffizier-Ausbildung der Marine (mit dem Admiral der Offiziers- und Unteroffiziersausbildung der Marine) aufgestellt.
Die beiden Unterabteilungen wurden in den siebziger Jahren aufgelöst. Mit der Auflösung des Fachsstabs der Marinefliegerdivision im April 1980 erhielt die Abteilung eine neue Aufteilung.

### Gliederung
Oktober 1973
- Unterabteilung I, 1 Ausbildungsgrundlagen
  - Unterabteilungsleiter:
    - Kapitän zur See Friedrich-Karl Strecker: von Oktober 1973 bis September 1974, anschließend Leiter der Unterabteilung I, 2
    - Kapitän zur See Klaus-Jürgen Rohwer: von Oktober 1974 bis September 1977
- Unterabteilung I, 2 Ausbildungsfachbereiche
  - Unterabteilungsleiter:
    - Kapitän zur See Hermann Schmidt: von Oktober 1973 bis September 1974
    - Kapitän zur See Friedrich-Karl Strecker: von Oktober 1974 bis März 1975, ehemaliger Leiter der Unterabteilung I, 1

April 1980
- Gruppe Allgemeine Grundlagen, Allgemeine Ausbildung
- Gruppe Schiffstechnik, Versorgungs- und Küstendienst
- Gruppe Waffen- und Führungsdienst
- Gruppe Marinefliegerdienst

### Leiter der Abteilung I und Admiral der Offizier- und Unteroffizier-Ausbildung der Marine (Auswahl)
- Flottillenadmiral Oswald Duch: von Oktober 1973 bis März 1978, ehemaliger Admiral der Offiziers- und Unteroffiziersausbildung der Marine
- Flottillenadmiral Horst Oehlke: von März 1978 bis März 1980
- Flottillenadmiral Wolfgang Schrade: von April 1980 bis März 1984

## Abteilung II

### Abteilungsgeschichte
Die Abteilung II Rüstung wurde im Oktober 1973 aus der Inspektion für Angelegenheiten der Marinerüstung (mit dem Admiral der Marinerüstung) mit anfangs zwei Unterabteilungen aufgestellt. Im Oktober 1974 kam eine weitere Unterabteilung dazu. Die Aufgaben der neuen Unterabteilung waren bis dahin durch den Leiter der Unterabteilung II, 2 abgedeckt worden.
Die drei Unterabteilungen wurden in den 1970er Jahren aufgelöst. Mit der Auflösung des Fachsstabs der Marinefliegerdivision im April 1980 erhielt die Abteilung eine neue Aufteilung.

### Gliederung
Oktober 1973
- Unterabteilung II, 1 Systeme
  - Unterabteilungsleiter:
    - Kapitän zur See Helmut Jersch: von Oktober 1973 bis 1978
- Unterabteilung II, 2 Marinetechnik
  - Unterabteilungsleiter:
    - Kapitän zur See Karl-Heinz Pröttel: von Oktober 1973 bis September 1974
    - Kapitän zur See Reinhard Goette: von Oktober 1974 bis 1978

zusätzlich ab Oktober 1974
- Unterabteilung II, 3 Querschnittaufgaben
  - Unterabteilungsleiter:
    - Kapitän zur See Günter Zietlow: von Oktober 1974 bis 1978

April 1980
- Gruppe Schwimmende Waffensysteme und Landführungsanlagen
- Gruppe Fliegende Waffensysteme
- Gruppe Luftfahrzeugtechnik
- Gruppe Waffentechnik Schiffe
- Gruppe Schiffstechnik
- Gruppe Führungsmitteltechnik
- Gruppe Querschnittaufgaben

### Leiter der Abteilung II und Admiral für Angelegenheiten der Marinerüstung (Auswahl)
- Flottillenadmiral Uwe Sörensen: von Oktober 1973 bis März 1979, ehemaliger Admiral der Schiffstechnik und Admiral der Marinerüstung
- Kapitän zur See/Flottillenadmiral Ernst-Günther Müller: von März 1979 bis März 1983
- Flottillenadmiral Friedrich Remde: ab April 1983

## Abteilung III

### Abteilungsgeschichte
Die Abteilung III Marinesanitätsdienst wurde im Oktober 1973 aus der Inspektion des Marinesanitätsdienstes (mit dem Admiral des Marinesanitätsdienstes) aufgestellt.

### Leiter der Abteilung III und Admiralarzt der Marine (Auswahl)
- Admiralarzt Horst Robbers: von Oktober 1973 bis September 1978, ehemaliger Admiral des Marinesanitätsdienstes
- Admiralarzt Hans-Wilhelm Birker: von Oktober 1978 bis 1983
- Flottenarzt/Admiralarzt Hermann Rohwedder: von Oktober 1983 bis September 1985
- Admiralarzt Klaus-Theodor Fliedner: von Oktober 1985 bis März 1989
- Admiralarzt Joachim Pröhl: ab April 1989

## Abteilung Betrieb
Die Abteilung Betrieb wurde mit der Aufstellung des Marineunterstützungskommandos am 1. Oktober 1974 diesem unterstellt.
Leiter der Abteilung war der Kapitän zur See Dieter Martin, ehemaliger Admiral der Schiffstechnik.